# Marquesado de Montferrato
El Marquesado de Montferrato fue un Estado del noroeste de Italia. Durante toda la Edad Media fue un marquesado del Sacro Imperio, y solo con la dominación española adquirió el título de ducado, cuando el emperador Maximiliano II ascendió el marquesado a la categoría de ducado al entregárselo al duque de Mantua en 1574.

## Historia
El marquesado de Montferrato nació como una marca de la frontera noroccidental del Reino de Italia. En 961, el emperador Otón I decidió reestructurar la frontera con Francia y dividió la Marca de Ivrea en varios marquesados. Por este motivo, Otón I creó la marca de Liguria Occidental o marca Aleramica, ya que su destinatario era el conde Aleramo. Además de la marca de Liguria Occidental, se crearon a partir de la marca de Ivrea otras dos marcas: la Marca de Liguria oriental, que fue entregada al conde Oberto y que con el tiempo derivó en el Ducado de Milán y la República de Génova; y la Marca de Turín (futuro Ducado de Saboya) entregada al conde Arduin Glaber.
Los desdendientes de Aleramo son relativamente desconocidos, pues apenas se dispone de documentos escritos sobre ellos. Este obscurantismo cambia con Raniero I. Guillermo V, hijo de Rainiero, se casó con una hermana de Conrado III, aumentando de forma considerable el prestigio de la familia. Guillermo se involucró en la política italiana de Conrado III y el emperador bizantino Manuel I Comneno, mostrándose como un activo líder gibelino. Guillermo V también participó junto a sus hijos en las Cruzadas. Bonifacio de Montferrato fue el jefe de la Cuarta Cruzada y fundó el Reino de Tesalónica. Tesalónica fue heredada por un hijo "griego" de Bonifacio, Demetrio. Desde entonces, los marqueses de Montferrato intentaron recuperar este reino para sus dominios, pero nunca lo consiguieron.
En el siglo XIII, Montferrato estuvo dividido entre los partidos güelfo y gibelino durante los reinados de Bonifacio II y Guillermo VII. Tuvieron que superar largos años de guerras contra el independentismo de las comunas de Asti y Alessandria. Con estas luchas, los marqueses de Montferrato se convirtieron en la referencia de una nueva Liga Lombarda forjada para luchar contra la propagación de la influencia angevina en el norte de Italia. La capital de Montferrato en aquella época era Chivasso, en el centro de los territorios del marquesado y que pasó a Saboya en 1431.
En 1305, murió el último marqués de Montferrato de la familia Aleramici, pasando el marquesado a la familia imperial de Bizancio, los Paleólogos, quienes se mantuvieron en el poder hasta 1533. Ese año, Montferrato fue ocupado por los Tercios españoles, pasando el gobierno a la ilustre familia Gonzaga en la persona de Federico II Gonzaga, siendo a partir de entonces un Estado vasallo del rey de España. En 1574, el marquesado fue elevado a la dignidad de ducado. Para entonces el marquesado se había transformado profundamente, pasando de ser un conglomerado de estados feudales fronterizos a ser un pequeño Estado del Renacimiento italiano, dividido en dos territorios separados. 
Entre 1613-1617, Carlos Manuel I de Saboya intentó sin éxito anexionarse el ducado durante la guerra de sucesión de Montferrato.
El tratado de Cherasco de 1631, que ponía fin de la guerra de Sucesión de Mantua, supuso el paso de las ciudades montferratinas de Alba y Trino a Saboya.
En septiembre de 1706, durante la guerra de Sucesión Española, Montferrato aliado borbónico, fue invadido por Víctor Amadeo II de Saboya después de su éxito en el sitio de Turín, quedando anexionado definitivamente a sus territorios.
Además de la capital, sus principales municipios eran Acqui Terme, Moncalvo, Nizza Monferrato y Pontestura.

## Gobernantes de Montferrato

### Dinastía Aleramici
- Guillermo I (muerto antes de 933)
- Aleramo (933-967)
  - Guillermo II, hijo y co-marqués
- Otón I (967-991), hijo
- Guillermo III (991-antes de 1042), hijo
- Otón II (antes de 1042-1084), hijo 
  - Enrique (muerto en 1045), hermano y co-marqués
- Guillermo IV (1084-1100), hijo
- Raniero I (1100-1136), hijo
- Guillermo V (1136-1191), hijo
- Conrado (1191-1192), hijo
- Bonifacio I (1192-1207), hermano
- Guillermo VI (1207-1225), hijo
- Bonifacio II (1225-1253), hijo
- Guillermo VII (1253-1292), hijo
- Juan I (1292-1305), hijo

### Dinastía Paleólogo
- Teodoro I (1306-1338), sobrino de Juan I.
- Juan II (1338-1372), hijo.
- Otón III (1372-1378), hijo.
- Juan III (1378-1381), hermano.
- Teodoro II (1381-1418), hermano.
- Juan Jaime (1418-1445), hijo.
- Juan IV (1445-1464), hijo.
- Guillermo VIII (1464-1483), hermano.
- Bonifacio III (1483-1494), hermano.
- Guillermo IX (1494-1518), hijo.
- Bonifacio IV (1518-1530), hijo, bajo la regencia de su madre Ana de Alençon.
- Juan Jorge (1530-1533), tío.
  - Ocupación española hasta 1536.

### Dinastía Gonzaga
- Federico Gonzaga (1536-1540), Duque de Mantua y marqués de Montferrato. Casado con Margarita de Montferrato, hija de Guillermo IX.
- Francisco I Gonzaga (1540-1550), Duque de Mantua y marqués de Montferrato. Hijo de Federico.
- Guillermo X Gonzaga (1550-1587), Duque de Mantua y marqués de Montferrato. Hijo de Federico. Desde 1574, Duque de Montferrato.
- Vicente I Gonzaga (1587-1612), Duque de Mantua y Duque de Montferrato. Hijo de Guillermo X.
- Francisco II Gonzaga (1612), Duque de Mantua y Duque de Montferrato. Hijo de Vicente I.
- Fernando I Gonzaga (1612-26), Duque de Mantua y Duque de Montferrato. Hijo de Vicente I.
- Vicente II Gonzaga (1626-27), Duque de Mantua y Duque de Montferrato. Hijo de Vicente I.
  - Guerra de Sucesión de Mantua (1627-1631), Duque de Mantua y Duque de Montferrato - las ciudades de Trino y Alba son cedidas al Ducado de Saboya.
- Carlos I, llamado "de Nevers", Duque de Mantua y Duque de Montferrato (1627-1637), Nevers. Hijo de Luis Gonzaga-Nevers, hijo de Federico II Gonzaga.
- Carlos II (1637-1665), Duque de Mantua y Duque de Montferrato. También Duque de Nevers hasta 1659. Nieto de Carlos I, su madre, María Gonzaga actuó como regente hasta su mayoría de edad.
- Fernando Carlos (1665 - 1708), Duque de Mantua y Duque de Montferrato. Hijo de Carlos II.

## Heráldica

Casa de Aleramici
Dinastía Paleólogo
Dinastía Gonzaga